# Де Коль, Филиппо
Филиппо Де Коль (итал. Filippo De Col; род. 28 октября 1993, Агордо) — итальянский футболист, правый полузащитник клуба «Зюйдтироль».

## Карьера

### Клубная
Дебютировал футболист в Серии D за Легнаго Салус, в 2012 году перешёл в клуб Виртус Энтелла, выступающий в Первом дивизионе Профессиональной лиги, за который футболист провёл 31 матч и забил три года, летом 2013 года вместе с одноклубниками Франческо Дзампано и Даниеле Борра по совместному владению перешёл в Эллас Верона, сразу после чего был отдан в аренду в Виртус Ланчано, за который Де Коль сыграл в 35 матчах в Серии B.
В сезоне 2014/2015 был продан в Специю (вместе с Марко Сансовини и Ивано Бальданцедду) за 600 000 евро. Дебютировал за клуб футболист во втором предварительном раунде Кубка Италии, а 16 августа 2014 года в Серии B против «Лечче». В том матче именно Де Коль забил победный гол. В конце 2014 года получил травму левой ключицы и был прооперирован 9 января 2015 года.
31 августа будет отдан в аренду с правом выкупа в Чезену. Дебютировал Де Коль 12 сентября в матче против Виртус Энтеллы, своей бывшей команды; матч закончился победой последней со счётом 2:1.

### Национальная
5 марта 2014 года футболист дебютировал за молодёжную сборную Италии, выйдя на последние семь минут матча против Северной Ирландии, который закончился победой итальянцев 2:0.

## Характеристика
Де Коль родился в Пьеве-д'Альпаго, играет футболист на позиции правого защитника. Де Коль обладает хорошей техникой и скоростью. Де Коль — атакующий защитник, способный поддержать атаку.

## Статистика

### Клубная
По состоянию на 23 мая 2017 года:
| Сезон            | Клуб             | Чемпионат        | Чемпионат | Чемпионат | Кубок | Кубок | Кубок | УЕФА | УЕФА | УЕФА | Другое | Другое | Другое | Всего | Всего |
| Сезон            | Клуб             | Сор.             | М         | Г         | Сор.  | М     | Г     | Сор. | М    | Г    | Сор.   | М      | Г      | М     | Г     |
| ---------------- | ---------------- | ---------------- | --------- | --------- | ----- | ----- | ----- | ---- | ---- | ---- | ------ | ------ | ------ | ----- | ----- |
| 2012-2013        | Виртус Энтелла   | LP               | 29+2      | 2         | КИ-LP | 0     | 0     | -    | -    | -    | -      | -      | -      | 31    | 2     |
| 2013-2014        | Виртус Ланчано   | B                | 37        | 0         | КИ    | 1     | 0     | -    | -    | -    | -      | -      | -      | 38    | 0     |
| 2014-2015        | Специя           | B                | 19        | 0         | КИ    | 2     | 1     | -    | -    | -    | -      | -      | -      | 21    | 1     |
| 2015-июнь 2016   | Чезена           | B                | 4         | 0         | КИ    | 1     | 0     | -    | -    | -    | -      | -      | -      | 5     | 0     |
| июнь-июл. 2016   | Специя           | B                | 19+2      | 0         | КИ    | 1     | 0     | -    | -    | -    | -      | -      | -      | 22    | 0     |
| 2016-2017        | Специя           | B                | 29+1      | 0         | КИ    | 4     | 0     | -    | -    | -    | -      | -      | -      | 34    | 0     |
| Всего за Специю  | Всего за Специю  | Всего за Специю  | 67+3      | 0         | 7     | 1     | -     | -    | -    | -    | 77     | 1      |        |       |       |
| Всего за карьеру | Всего за карьеру | Всего за карьеру | 137+5     | 2         | 9     | 1     | -     | -    | -    | -    | 151    | 3      |        |       |       |

### Национальная
| Матчи и голы Филиппа Де Коля за сборную Италии | Матчи и голы Филиппа Де Коля за сборную Италии | Матчи и голы Филиппа Де Коля за сборную Италии | Матчи и голы Филиппа Де Коля за сборную Италии | Матчи и голы Филиппа Де Коля за сборную Италии | Матчи и голы Филиппа Де Коля за сборную Италии | Матчи и голы Филиппа Де Коля за сборную Италии |
| ---------------------------------------------- | ---------------------------------------------- | ---------------------------------------------- | ---------------------------------------------- | ---------------------------------------------- | ---------------------------------------------- | ---------------------------------------------- |
| №                                              | Дата                                           | Место проведения                               | Соперник                                       | Счёт                                           | Голы Де Коля                                   | Соревнование                                   |
| 1                                              | 5 марта 2014                                   | Лурган                                         | Северная Ирландия (мол.)                       | 2:0                                            |                                                | Отборочный турнир на ЧЕ 2015 (мол.)            |
| 2                                              | 4 июня 2016                                    | Кастель-ди-Сангро                              | Черногория (мол.)                              | 4:0                                            |                                                | Товарищеский матч                              |

Итого: 2 матча / 0 голов; 2 победы, 0 ничьих, 0 поражений

## Внешние ссылки
- Профиль на сайте aic.football.it (итал.)
- Профиль игрока (англ.) на сайте Transfermarkt
- Профиль на сайте Soccerway (англ.)